# 小島敏文
小島 敏文（こじま としふみ、1950年9月7日 - ）は、日本の政治家。自由民主党所属の元衆議院議員（4期）。
広島県議会議員（7期）、厚生労働大臣政務官、復興副大臣を歴任した。EM菌議員連盟に所属する。

## 来歴
広島県世羅郡世羅町生まれ。広島県立世羅高等学校を経て、大東文化大学経済学部経営学科卒業。1973年に中山正暉衆議院議員秘書となり、1980年からは宮澤喜一衆議院議員秘書を務める。
1983年、広島県議会議員に初当選し、以後7期連続当選。2002年には広島県議会副議長に就任。
2009年7月23日、広島県議会議員を辞職し、同年8月の第45回衆議院議員総選挙に広島6区にから自由民主党公認で出馬したが、国民新党の亀井静香に67,479票差で敗れた。
2012年の第46回衆議院議員総選挙では、再び亀井（日本未来の党）と対決。12,331票差で敗れたが、比例中国ブロックで復活し、初当選。2014年の第47回衆議院議員総選挙では、再び亀井に敗れるも、比例復活で再選。
2017年の第48回衆議院議員総選挙では、佐藤公治に敗れるも、比例復活で3選。
2019年9月、 第4次安倍第2次改造内閣で厚生労働大臣政務官に就任。
2021年の第49回衆議院議員総選挙では前回より佐藤との票差を詰めるも破れ、比例復活で4選。
2022年8月に発足した第2次岸田第1次改造内閣において、復興副大臣に就任した。
2024年の第50回衆議院議員総選挙では区割り変更に伴い広島5区から出馬するも、同じく広島5区からの出馬となった佐藤に破れ、73歳定年制により比例名簿に登載されていなかったことからそのまま落選。
第51回衆議院議員総選挙への立候補の意向を示しておらず、翌2025年に実施された、自民党広島5区の支部長公募の申し込みも行なっていない。

## 政策
- 憲法改正に賛成[8]。
- 集団的自衛権の行使を禁じた政府の憲法解釈を見直すことに賛成[8]。
- 日本の核武装について検討すべきでないとしている[8]。
- 女性宮家の創設に反対[8]。
- 選択的夫婦別姓制度導入について、2014年の調査では「どちらとも言えない」としていた[9]が、2017年の調査では「反対」としている[10]。

## 所属団体・議員連盟
- 自民党たばこ議員連盟[11]
- 日本会議国会議員懇談会[12]
- 神道政治連盟国会議員懇談会[12]
- みんなで靖国神社に参拝する国会議員の会[12]
- TPP交渉における国益を守り抜く会
- 有用微生物利活用推進議員連盟[11]

## 著書
- 『地域新生のフロンティア ～元気な定住地域確立への道～ 』（大学教育出版、2005年8月）
- 『みどり資源活用のフロンティア ～中山間地域新生への考察と実践方策の提言～』 （大学教育出版、2007年7月）

## 選挙歴
| 当落 | 選挙                         | 執行日         | 年齢 | 選挙区               | 政党       | 得票数    | 得票率 | 定数 | 得票順位 /候補者数 | 政党内比例順位 /政党当選者数 |
| ---- | ---------------------------- | -------------- | ---- | -------------------- | ---------- | --------- | ------ | ---- | ------------------ | ---------------------------- |
| 当   | 1983年広島県議会議員補欠選挙 | 1983年11月     | 33   | 世羅郡選挙区         | 無所属     | 7812票    | 52.72% | 1    | 1/3                | /                            |
| 当   | 1987年広島県議会議員選挙     | 1987年4月12日  | 37   | 世羅郡選挙区         | 自由民主党 | 9537票    | 87.55% | 1    | 1/2                | /                            |
| 当   | 1991年広島県議会議員選挙     | 1991年4月7日   | 41   | 世羅郡選挙区         | 自由民主党 | ーー票    | ーー   | 1    | ー/1               | /                            |
| 当   | 1995年広島県議会議員選挙     | 1995年4月8日   | 45   | 世羅郡選挙区         | 自由民主党 | ーー票    | ーー   | 1    | ー/1               | /                            |
| 当   | 1999年広島県議会議員選挙     | 1999年4月10日  | 48   | 世羅郡選挙区         | 自由民主党 | 9533票    | 71.05% | 1    | 1/2                | /                            |
| 当   | 2003年広島県議会議員選挙     | 2003年4月13日  | 52   | 世羅郡選挙区         | 自由民主党 | ーー票    | ーー   | 1    | ー/1               | /                            |
| 当   | 2007年広島県議会議員選挙     | 2007年4月8日   | 56   | 三原市・世羅郡選挙区 | 自由民主党 | 1万5518票 | 29.45% | 3    | 1/4                | /                            |
| 比当 | 第46回衆議院議員総選挙       | 2012年12月16日 | 62   | 広島県第6区          | 自由民主党 | 7万8747票 | 42.37% | 1    | 1/3                | 1/5                          |
| 比当 | 第47回衆議院議員総選挙       | 2014年12月14日 | 64   | 広島県第6区          | 自由民主党 | 6万5494票 | 38.06% | 1    | 1/3                | 2/5                          |
| 比当 | 第48回衆議院議員総選挙       | 2017年10月22日 | 67   | 広島県第6区          | 自由民主党 | 6万9209票 | 40.85% | 1    | 2/3                | 1/5                          |
| 比当 | 第49回衆議院議員総選挙       | 2021年10月31日 | 71   | 広島県第6区          | 自由民主党 | 7万9158票 | 48.58% | 1    | 1/2                | 2/6                          |
| 落   | 第50回衆議院議員総選挙       | 2024年10月27日 | 74   | 広島県第5区          | 自由民主党 | 6万796票  | 39.43% | 1    | 2/3                | /                            |